# Louk Sorensen
Louk Sorensen (Schwäbisch Hall, 7 gennaio 1985) è un ex tennista e allenatore di tennis irlandese.
Agli Australian Open 2010, sconfiggendo Lu Yen-hsun al primo turno, è diventato il primo tennista irlandese capace di vincere un incontro del tabellone principale di un torneo del Grande slam dell'era open, in precedenza suo padre Sean era stato il primo irlandese a riuscire a prenderne parte, sempre nell'era open.
Alla Mercedes Cup 2014 di Stoccarda viene ripescato come lucky loser e al primo turno supera in due set Igor Sijsling per essere poi eliminato dal futuro vincitore del torneo Roberto Bautista Agut.
Dopo il ritiro dall'attività agonistica avvenuto nel febbraio 2015, ha intrapreso l'attività di allenatore lavorando con John Millman, Michael Berrer, Andreas Beck e Nils Langer.

## Statistiche

### Tornei minori

#### Singolare

##### Vittorie (4)
| Legenda tornei minori |
| Challenger (1)        |
| Futures (3)           |

| N. | Data           | Torneo                           | Superficie | Avversario in finale  | Punteggio        |
| 1. | 11 marzo 2007  | Portugal F1                      | Cemento    | Pierre-Ludovic Duclos | 6-1, 6-1         |
| 2. | 15 aprile 2007 | United Arab Emirates F2, Dubai   | Cemento    | Rameez Junaid         | 6-1, 6-2         |
| 3. | 2 marzo 2008   | Volkswagen Challenger, Wolfsburg | Cemento    | Farrukh Dustov        | 7–6(7), 4-6, 6-4 |
| 4. | 16 marzo 2014  | China F2                         | Cemento    | Amir Weintraub        | 5-7, 7-5, 6-4    |

#### Doppio

##### Vittorie (1)
| Legenda tornei minori |
| Challenger (0)        |
| Futures (1)           |

| Numero | Data          | Torneo                  | Superficie  | Compagno        | Avversari in finale                 | Punteggio |
| 1.     | 7 agosto 2005 | Germany F10, Ingolstadt | Terra rossa | Bastian Knittel | Dominik Meffert Sebastian Rieschick | walkover  |